# Токтарово (Сернурський район)
Токта́рово (рос. Токтарово, марій. Токтар) — присілок у складі Сернурського району Марій Ел, Росія. Входить до складу Дубниківського сільського поселення.

## Населення
Населення — 93 особи (2010; 79 у 2002).
Національний склад (станом на 2002 рік):
- марі — 100 %